# Olympische Sommerspiele 2008/Moderner Fünfkampf
Bei den XXIX. Olympischen Sommerspielen 2008 in Peking fanden zwei Wettbewerbe im Modernen Fünfkampf statt, je einer für Frauen und Männer. Austragungsorte waren verschiedene Sportstätten im Olympic Green.

## Medaillenspiegel
| Platz | Land           | Gold | Silber | Bronze | Gesamt |
| ----- | -------------- | ---- | ------ | ------ | ------ |
| 1     | Russland       | 1    | –      | –      | 1      |
| 1     | Deutschland    | 1    | –      | –      | 1      |
| 3     | Litauen        | –    | 1      | 1      | 2      |
| 4     | Großbritannien | –    | 1      | –      | 1      |
| 5     | Belarus        | –    | –      | 1      | 1      |

## Zeitplan
| Zeit  | Sportart                | Wettkampfstätte                 | Anmerkung                                                            |
| ----- | ----------------------- | ------------------------------- | -------------------------------------------------------------------- |
| 08:00 | Luftpistolenschießen    | Olympic Green Convention Center | Männer am 21. August 2008, Frauen am 22. August 2008 (Zeiten gleich) |
| 10:00 | Degenfechten            | Olympic Green Convention Center | Männer am 21. August 2008, Frauen am 22. August 2008 (Zeiten gleich) |
| 14:30 | 200 m Freistilschwimmen | Ying Tung Natatorium            | Männer am 21. August 2008, Frauen am 22. August 2008 (Zeiten gleich) |
| 17:00 | Springreiten            | Olympisches Sportzentrum        | Männer am 21. August 2008, Frauen am 22. August 2008 (Zeiten gleich) |
| 20:00 | 3000 m Crosslauf        | Olympisches Sportzentrum        | Männer am 21. August 2008, Frauen am 22. August 2008 (Zeiten gleich) |

## Ergebnisse

### Einzel Männer
| Platz | Land | Sportler               | Punkte |
| ----- | ---- | ---------------------- | ------ |
| 1     | RUS  | Andrei Moissejew       | 5632   |
| 2     | LTU  | Edvinas Krungolcas     | 5548   |
| 3     | LTU  | Andrejus Zadneprovskis | 5524   |
| 4     | CHN  | Qian Zenhua            | 5516   |
| 5     | GER  | Steffen Gebhardt       | 5480   |
| 6     | CZE  | Michal Michalík        | 5460   |
| 7     | UKR  | Pawlo Tymoschtschenko  | 5436   |
| 8     | MEX  | Óscar Soto             | 5420   |
| 9     | UKR  | Dmytro Kirpuljanskyj   | 5416   |
| 10    | GBR  | Samuel Weale           | 5412   |
|       |      |                        |        |
| 16    | GER  | Eric Walther           | 5288   |

Datum: 21. August 2008

36 Teilnehmer aus 22 Ländern

### Einzel Frauen
| Platz | Land | Sportlerin              | Punkte |
| ----- | ---- | ----------------------- | ------ |
| 1     | GER  | Lena Schöneborn         | 5792   |
| 2     | GBR  | Heather Fell            | 5752   |
| 3     | BLR  | Nastassja Samussewitsch | 5640   |
| 4     | CHN  | Chen Qian               | 5612   |
| 5     | POL  | Paulina Boenisz         | 5564   |
| 6     | GBR  | Katy Livingston         | 5548   |
| 7     | EGY  | Aya Medany              | 5544   |
| 8     | FRA  | Amélie Cazé             | 5536   |
| 9     | CHN  | Xiu Xiu                 | 5464   |
| 10    | SUI  | Belinda Schreiber       | 5464   |
|       |      |                         |        |
| 28    | GER  | Eva Trautmann           | 5028   |

Datum: 22. August 2008

36 Teilnehmerinnen aus 23 Ländern
Nach einem erneuten Test der Dopingprobe wurde Wiktorija Tereschtschuk am 1. März 2017 vom IOC die Bronzemedaille wegen Dopings aberkannt. Im September 2018 rückte Nastassja Samussewitsch auf den dritten Platz nach.
Bemerkenswert ist die Teilnahme der US-Amerikanerin Sheila Taormina, die Platz 19 belegte. Sie bestritt ihre vierten Olympischen Spiele, wobei sie in drei verschiedenen Sportarten an den Start gegangen war. 1996 startete sie als Schwimmerin und gewann mit der 4 × 200-m-Staffel die Goldmedaille. 2000 und 2004 war sie jeweils im Triathlon am Start.

## Qualifikationskriterien
Jedes Nationale Olympische Komitee konnte maximal zwei Männer und zwei Frauen nominieren. Als Qualifikationswettkämpfe dienten die Weltmeisterschaften 2007 und 2008, die einzelnen kontinentalen Ausscheidungskämpfe 2007 und das Weltcupfinale 2007. Drei weitere Startplätze wurden per Einladung verteilt. Die restlichen Startplätze, deren Anzahl (zwischen 10 und 16) davon abhing, inwieweit sich die über die oben genannten Wettbewerbe qualifizierten Athleten überschnitten, wurden anhand der Weltrangliste vom Juni 2008 vergeben.